# Loebnerpriset
Loebnerpriset var ett pris inom datavetenskapen instiftat 1990 av Hugh Loebner. Priset delades ut årligen fram till 2019 för det program bland de nominerade som bäst simulerar mänskligt beteende.

## Vinnare
- 1991 Joseph Weintraub,[1] Thinking Systems Software
- 1992 Joseph Weintraub, Thinking Systems Software
- 1993 Joseph Weintraub, Thinking Systems Software
- 1994 Thomas Whalen, Government of Canada Communications Research Center
- 1995 Joseph Weintraub, Thinking Systems Software
- 1996 Jason Hutchens Centre for Intelligent Information Processing, University of Western Australia
- 1997 David Levy, Intelligent Research Ltd.
- 1998 Robby Garner
- 1999 Robby Garner
- 2000 Richard Wallace
- 2001 Richard Wallace
- 2002 Kevin Copple
- 2003 Juergen Pirner
- 2004 Richard Wallace
- 2005 Rollo Carpenter
- 2006 Rollo Carpenter
- 2007 Robert Medeksza
- 2008 Fred Roberts och Artificial Solutions
- 2009 David Levy
- 2010 Bruce Wilcox
- 2011 Bruce Wilcox
- 2012 Mohan Embar
- 2013 Stephen Worswick
- 2014 Bruce Wilcox
- 2015 Bruce Wilcox
- 2016 Stephen Worswick
- 2017 Stephen Worswick
- 2018 Stephen Worswick
- 2019 Stephen Worswick